# Ablatie (ruimtevaart)
Ablatie is een techniek om een ruimtevaartuig of onderdelen daarvan gedurende een beperkte periode zeer hittebestendig te maken met een enigszins brandbare, of door hitte schilferende of vervluchtigende isolatielaag.
Kurk is een voorbeeld van een ablatieve stof. Het verbrandt of verschroeit bij zeer hoge temperaturen, maar dat gaat zo langzaam dat het niet binnen de tijd van verhitting doorbrandt mits de materiaaldikte voldoende is en daardoor voldoende isolatiewaarde behoudt. Sommige ablatieve materialen onttrekken door de vervluchtiging hitte aan de materie waardoor ze zelf koelend zijn.
Ablatie wordt onder meer toegepast in hitteschilden en straalpijpen van raketmotoren. Bekende voorbeelden zijn de straalpijp van de RS-68 en het hitteschild van de Sojoezcapsule.
Voordelen van een ablatief hitteschild ten opzichte van een onbrandbaar hitteschild is dat het relatief goedkoop te vervaardigen is en minder kwetsbaar is dan bijvoorbeeld de keramische tegels van de spaceshuttle. Een nadeel is dat het vaak maar eenmalig te gebruiken is en zwaarder is. Sommige ablatieve materialen zijn echter zo duurzaam dat ze meerdere malen te gebruiken zijn. Het Pica X-hitteschild van de SpaceX Dragon is daar een voorbeeld van. In 2024 besloot SpaceX op Starship te experimenteren met een dubbel hitteschild, bestaand uit een onbrandbaar keramisch hitteschild waaronder als back-up een ablatief hitteschild zit.